# NGC 5750
NGC 5750 (другие обозначения — UGC 9512, MCG 0-38-6, ZWG 20.13, IRAS14436+0000, PGC 52735) — галактика в созвездии Дева.
Этот объект входит в число перечисленных в оригинальной редакции «Нового общего каталога».